# Даниил Да
Дании́л Да (псевдоним; р. 30 августа 1972, Сочи) — русский поэт, художник.

## Биография
Даниил Да родился 30 августа 1972 года в Сочи.
Участник сочинской арт-группы «Гильдия красивых» (1989—1999). Автор трёх поэтических книг: «Бескровная и безболезненная» (1993), «В руках отца» (2015), «Гимотроп» (2019). Стихи публиковались в журналах «Современная поэзия», «Воздух», «Носорог», «Волга» и были включены в антологии «Строфы века» (1995) и «Русская поэтическая речь» (2016).
Учредитель и редактор издательства Humulus Lupulus (с 2015), специализирующегося на издании актуальной поэзии.
Относительно широкую известность как поэт получил в 2015 году — когда попал в короткий список премии Андрея Белого.
Живёт в Москве.

## Литературные премии
- Короткий список премии Андрея Белого (2015)[2]
- Короткий список Волошинского конкурса (2017)[2]